# بلاي ستيشن 2
بلاي ستيشن 2 (بالإنجليزية: PlayStation 2) (باليابانية:  プレイステーション2) هو ثاني جهاز ألعاب فيديو من شركة سوني، حيث كان أولها جهاز البلاي ستيشن، ويتبعه جهاز البلاي ستيشن 3. أُعلِن عن برمجته في مارس عام 1999. صدر أولاً في اليابان في 4 مارس 2000، ثم في أسواق أمريكا الشمالية في 26 أكتوبر 2000، ثم في أسواق أوروبا في 24 نوفمبر 2000 تبعتها اخيرا في أستراليا في 30 نوفمبر 2000 يعد الجهاز من الجيل السادس لأجهزة ألعاب الفيديو والذي نافس الدريم كاست، والإكس بوكس، والجيم كيوب، وقد أصبح الأميز بينهم حيث تم بيع أكثر من 140 مليون وِحدة في جميع أنحاء العالم. وفي البلدان الناطقة بالعربية، تم إطلاقه أولاً في المملكة العربية السعودية في ديسمبر 2000.

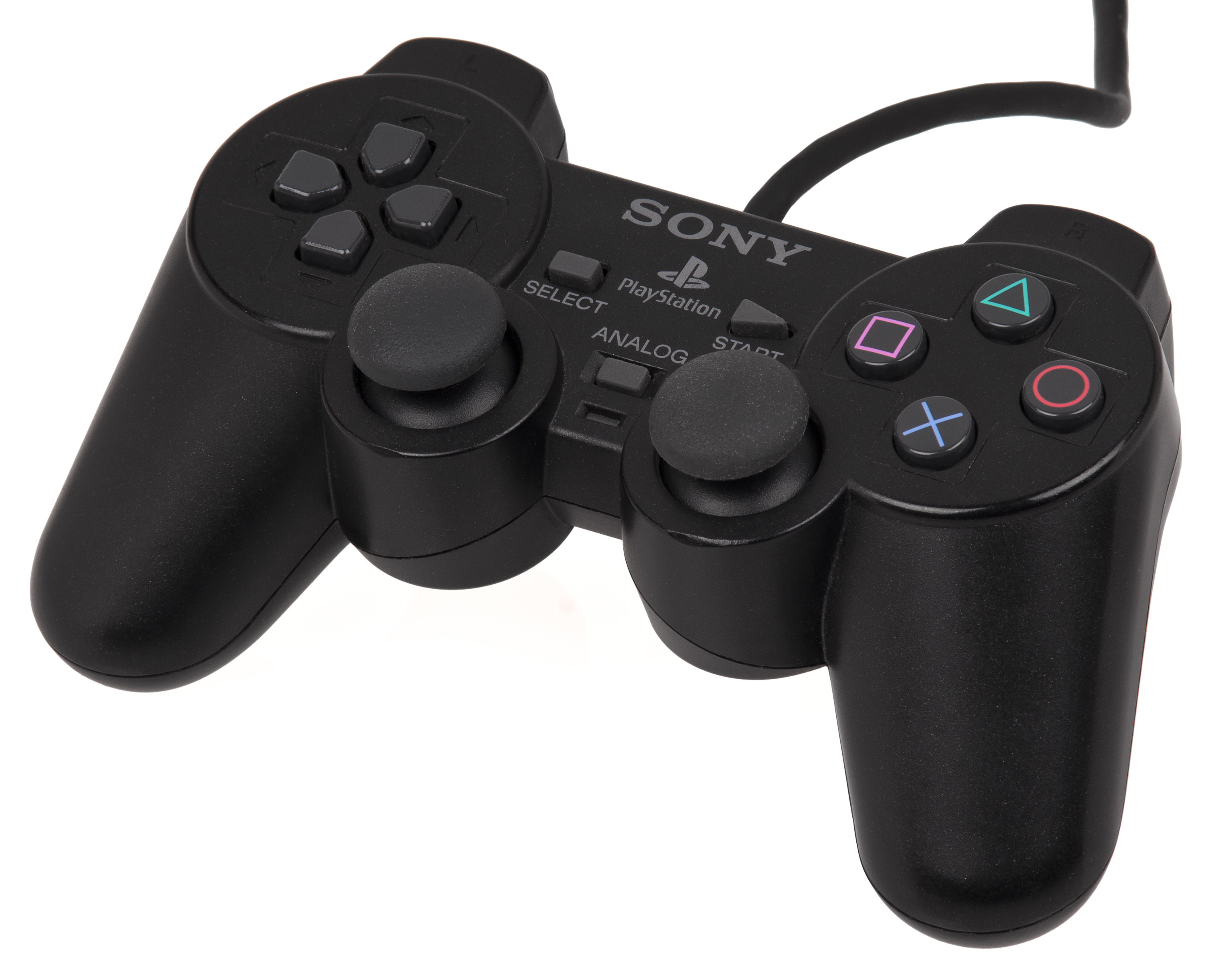
يد تحكم بلاي ستيشن 2

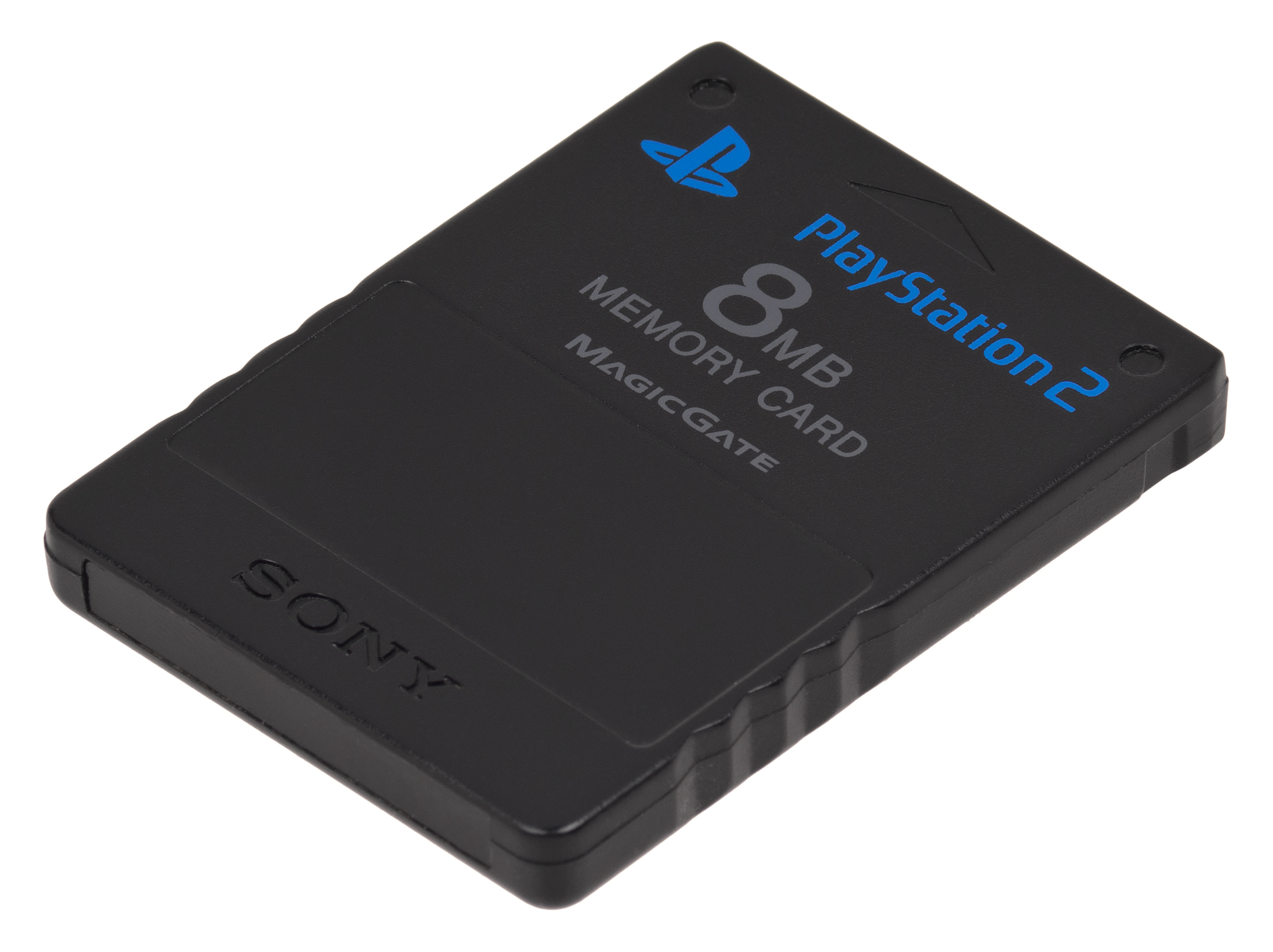
بطاقة الذاكرة المخصصة لنظام بلاي ستيشن 2

## مواصفات تقنية
- وحدة المعالجة المركزية: 128 بت بسرعة تصل الي 294.912 ميغاهيرتز
- الذاكرة الرئيسية: 32 ميغابايت RDRAM
- الرسومات: الرسومات الsynthesizer في 147.456 ميغاهيرتز، في مخبأ VRAM—4MB
- الأصوات: SPU2 مع 48 قناة زائداً برامج الجهاز، مع ذاكرة للصوت تصل الي 2 ميغا بايت
- قدرة محرك الأقراص: يستطيع تشغل اقراص CD-ROM والأقراص الرقمية DVD-ROM
- سرعة محرك الأقراص: 24x CD-ROM - 4x DVD-ROM

## تاريخ
في عام 1994، بدأت سوني بصناعة العاب الفيديو في اليابان، وبعد سنة تقريباً أصدرت البلاي ستيشن في الولايات المتحدة، كان لدخول هذا الحصان الجامح من عملاقة الألكترونيات سوني الأثر الأبرز في رفع مستوى عالم الفيديو جيمز، ومنذ انطلاق البلاي ستيشن الأول عدة سوني أحد زعماء هذه الصناعة يستحيل على أحد نكرانها.
ولكن سوني لم تكن راضيه فقط على بهيمنتها على سوق الألعاب فقط، فقد اخذت بالتوسع في مجالات جديدة مثل فيديو الأقراص الرقمية دي في دي ومحاولة دخول عالم الترفيه عبر الشبكة العنكبوتية الأنترنت.
اخيرا قامت سوني بعد نجاح نجمها السابق البلاي ستيشن الأول على اطلاق وريثة الشرعي والمسمى ببلاي ستيشن 2، وقد اعتبرت هذه الخطوة قفزة تقنية هائلة وتقدمة على جميع منافسيها، وعدة الخطوة الأولى لبدأ تدفق اجهزة الجيل الجديد ذات ال128 بت، جهاز دريم كاست كان الأول في هذا المجال، ولكن لم يحالفه الحظ كثيراً، كان مما اذهل الجميع عند ظهور بلاي ستيشن 2 هو قدرة نظام المعالجة لديه والتي قدمة رسومات ثلاثية الأبعاد فريدة من نوعاها والأقوى حينها، كان كل ذلك التفوق التقني بسبب قلب البلاي ستيشن النابض الا وهو محركها والمسماة بمحرك العاطفة، فهو قطعه تقنية فريدة مكونة من مادة السيلكون وبعض المواد الأخرى على حد سواء.
اخيرا أطلقت سوني العنان للبلاي ستيشن الثاني في الساعة 12:00 صباحًا في 26 أكتوبر عام 2000، كانت التجمعات الهائلة من الشعب الياباني للحصول اولاً على هذا الجهاز ومنذ ساعات الليل الأولى الأثر الأكبر في قدرتنا على تسمية هذا اليوم باكثر العمليات التي أكتسبت رواجا لتلك السنة في اليابان، وقد تسببت بانهيارات ارضية لكثرة المحطات الفضائية لنقل أحد أكبر الأحداث في الساحة اليابانية آنذاك، اخيرا وبعد توزيع سوني لوحدات محدودة من الجهاز لدى المحلات اليابانية تهافت الجميع على شرائها حتى لم يبقى أي جهاز في الرفوف وقد اختطفت جميعها من قبل المستهلكين المستميتيين للحصول على وحدتهم الخاصة من هذا الجهاز الأعجوبة.

## إكسسوارات
1. يد التحكم (دول شوك 2) للبلاي ستيشن الثاني تعتبر يد تحكم بلاي ستيشن 2 مشابهه كثيراً لعصا تحكم البلاي ستيشن من ناحية الشكل والوظائف، ولكنها تختلف عن الأخيرة في أن لها حساسية لقوة الضغط لجميع الأزرار، كما أنها أخف وزناً ولها مستويين إضافيين للاهتزاز. عدم التغيير في شكلها اعجب البعض، خصوصاً من كانوا معتادين على يد التحكم الخاص بالجهاز السابق، ولكن في المقابل تمنى الكثيرون أن يكون مختلفاً ومطوراً أكثر.
2. بطاقة الذاكرة الخاص بالبلاي ستيشن 2 ذو الثمانية ميجابيت كما أنه يستطيع الأحتفاظ بتخزينات البلاي ستيشن 1 ولكنه لا يستطيع حفظها مباشراً.
3. قطعة تعدد اللاعبين الرسمية للبلاي ستيشن2 بواسطته يستطيع أربع أشخاص أو أكثر اللعب في وقت واحد.
4. مقود التحكم يعتبر سهل وعملي عندما تتحكم بها وتلعب.
5. قواعد للبلاي ستيشن تجعل الجهاز يبدو جميل المظهر تستطيع الأختيار إما عمودي أو أفقي.

يمكن استخدام عدة إكسسوارات أخرى للجهاز، كأيدي تحكم أخرى، أو قرص صلب، أو مودم، أو كرت الذاكرة، أو فأرة، وغيرها. ومن الجدير بالذكر أنه يعتبر من أكثر ألعاب القرن انتشاراً.

## مبيعات
البلاي ستيشن-2 هو الأكثر مبيعا في تاريخ ألعاب الفيديو، فقد تم بيع 155 مليون وحدة حتى مارس 2012.

## الإصدار المصغر
ويدعي الإصدار سليم (slim) في سبتمبر 2004، كشفت شركة سوني عن إصدارها الثالث من البلاي ستيشن 2 برقم الموديل (V12, model number SCPH-70000). وهو أصغر، أرق، وأهدئ أكثر من الإصدارات القديمة. وتضمن منفذ إيثرنت مدمج (كما أن لديها مودم في بعض الأسواق). بسبب حجمها الصغير فقد تم إزالة خاصية إمكانية إضافة القرص الثابت الداخلي من القياس 3.5 بوصة. كما تم إزالة منظم الطاقة الداخلي (محول كهربائي خارجي), وذلك على غرار جهاز جيم كيوب. وأضاف أيضا الدعم لبطاقات الذاكرة متعددة في بعض المباريات، ويمكن ملحوم الروابط الطرف الثالث في وحدة من الصعب إعطاء دعم محرك، ولكن أزيلت تماما اتصالات بيئة تطوير متكاملة في نظام V14، وبالتالي القضاء هذا البرنامج مختار. يدخل بطاقات ذاكرة معينة في تخزين يتمكن من استخدام الناقل التسلسلي الثابت أو جهاز تخزين آخر الشامل.
هناك بعض الخلافات حول ترقيم لهذا الإصدار PS2، لأن هناك بالفعل اثنين الفرعية إصدارات SCPH - 70000. واحد منهم يشمل ك ع القديمة ورقائق البطاطس، والآخر يحتوي على أحدث موحد ك + ع رقاقة، ولكن على خلاف ذلك كانت متطابقة. وقد تم بالفعل منذ إصدار V12 التي أنشئت لهذا النموذج، وكانت هناك بعض الخلافات بشأن هذه الإصدارات الفرعية. وكان اثنان من المقترحات لاسم النموذج القديم (مع ك ع منفصلة ورقائق) V11.5 وV12 أحدث طراز، واسم النموذج القديم V12 V13 وأحدث طراز. حاليا، معظم الناس يستخدمون V12 لكلا النموذجين، أو V12 عن النموذج القديم وV13 لأحدث واحد.
صدر لأول مرة في طراز V12 باللون الأسود، ولكن هناك وحدات باللون الفضي متوفرة في المملكة المتحدة وألمانيا وأستراليا والإمارات العربية المتحدة ودول مجلس التعاون الخليجي وفرنسا وإيطاليا وجنوب أفريقيا، ومؤخرا في أمريكا الشمالية. ولم يُعرف هل تبع ذلك تسلسل الألوان للموديلات القديمة، على الرغم من أن وحدة صدرت باللون الوردي منذ مارس 2007.
وقد نجحت v12 (أو V13) بالإصدار v14 موديل (SCPH - 75001 - 75002 SCPH)، الذي يحتوي على وحدات رقائق، واسيكس مختلفة مقارنةً بالوحدات السابقة، مع بعض رقائق وجود تاريخ الطبع والنشر لعام 2005، مقارنة بعام 2000 أو 2001 عن النماذج السابقة. كما أن لديها عدسة مختلفة، وبعض مشاكل التوافق مع عدد مختلف من ألعاب بلاي ستيشن.
في بدايات عام 2005 وجد أن بعض موديلات البلاي ستيشن السليم الأسود وحدة تصنيع المحولات الكهربائية بين أغسطس وديسمبر 2004 كانت عيباً وقد حصل عطلاً للجهاز ارتفع درجة الحرارة (تسخين الوحدة) جهاز. وتم استدعاء الوحدات من قبل شركة سوني، مع توريد نموذج بديل للتحريز في 2005.
في وقت لاحق تم إصدار وحدات متوافقة أكثر في القطع،(المعادن الصلبة جير: الواقع الافتراضي البعثات تعمل على معظم النماذج الفضة)، ومع ذلك، ومع ذلك فإن النماذج الجديدة السليم اليابانية حصل فيها المزيد من المشاكل مع ألعاب البلاي ستيشن التي كانت تعمل على الإصدارت الأقدم.
في عام 2006، أصدرت سوني الوحدة V15، رقم الموديل (SCPH 77001a و77001b SCPH). وأول مرة أطلقت كانت في اليابان يوم 15 سبتمبر 2006، بما في ذلك النسخة الفضية. بعد إطلاقه في اليابان، أطلقت بعد ذلك في أمريكا الشمالية وأوروبا وأجزاء أخرى من العالم. تنقيح جديد رقاقة نوعية، وإعادة تصميم أسيك، وعدسة ليزر مختلفة.
في يوليو 2007، بدأت سوني شحن بلاي ستيشن 2 السليم موديل (SCPH - 79000) بعد خفض الوزن من 600 غرام مقابل 900 غرام للموديلSCPH - 77001، تحققت من خلال الحد من قطع الغيار. وحدة يستخدم أيضا أصغر لوحة أم وكذلك أسيك مخصص الذي يضم محرك العاطفة، مركب الرسومات، وعلى RDRAM. وتم خفض الوزن ومحول التيار المتردد إلى 250 غراما من 350 غراما في المراجعة السابقة. [22]
آخر إصدار سليم للبلاي ستيشن 2 أطلق برقم الموديل (SCPH - 90000) في اليابان يوم 22 نوفمبر 2007، وفي الولايات المتحدة في أواخر عام 2008. مميزة وتصميم اصلحت الداخلية التي تتضمن ضم محول الطاقة إلى نفس الوحدة داخلياً، وخفض الوزن الإجمالي إلى 720 غرام. الموديل (SCPH - 90000)الذي أُطلق بعد شهر مارس 2008 تم إضافة تعديلات في نظام الإدخال والإخراج للوحة الام (بيوس)، مما أدى إلى تعطيل الخاصية الموجودة في الموديلات القديمة التي سمحت لتشغيل التطبيقات من بطاقة الذاكرة.

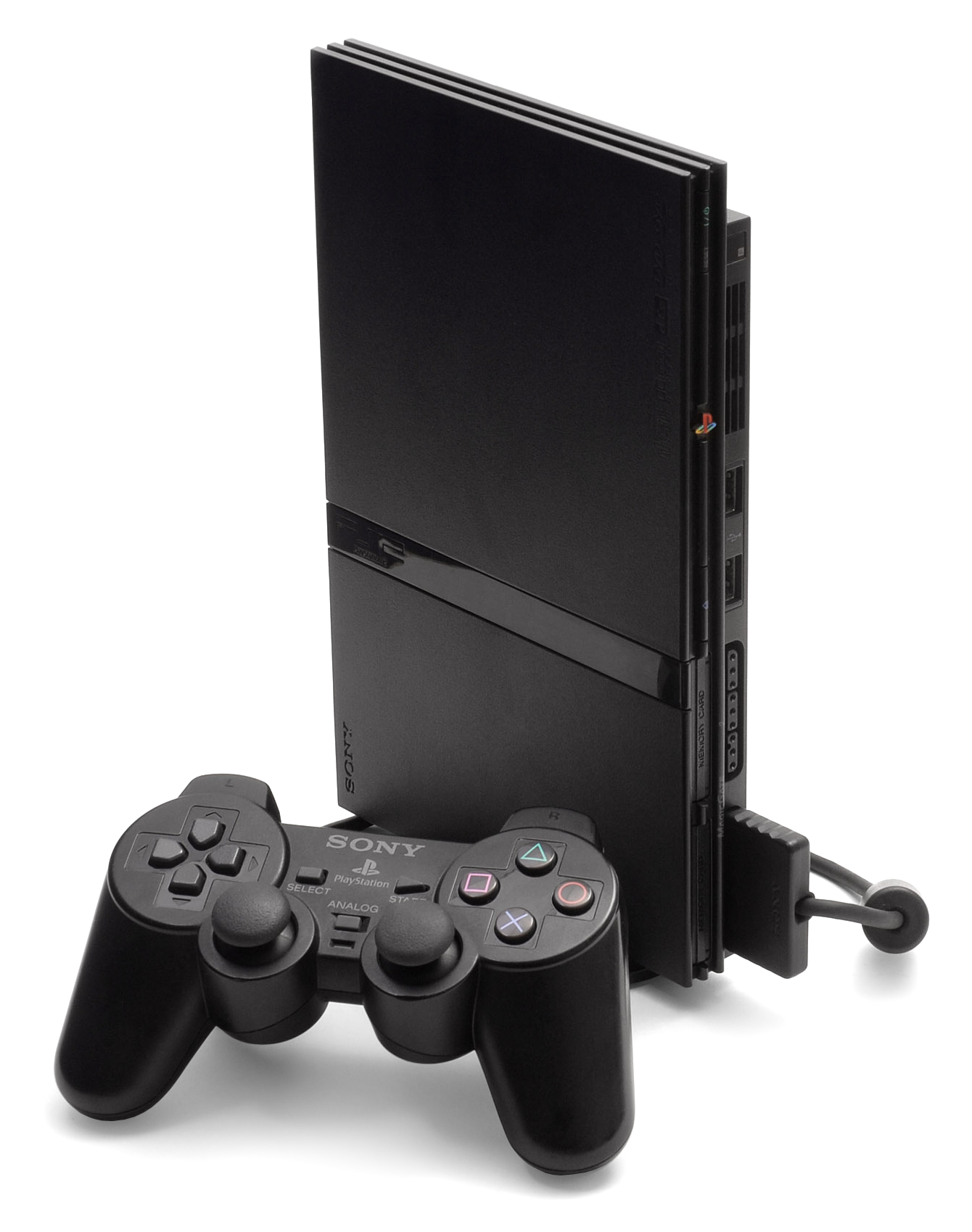
بلاي ستيشن2-الحجم الصغير-السليم

## مقارنة
| الميزة:                                    | الموديل القديم الكبير   | الموديل الصغير- V12 SLIM                               | الموديل الصغير- V13 SLIM  | الموديل الصغير- V14 SLIM  | الموديل الصغير- V15 SLIM |
| ------------------------------------------ | ----------------------- | ------------------------------------------------------ | ------------------------- | ------------------------- | ------------------------ |
| الألوان                                    | أسود، الأزرق وكان نادرا | أسود، ابيض، فضي في العديد من الدول. بعضها وردي من 2007 | أسود                      | أسود                      | أسود                     |
| منافذ USB                                  | 2                       | 2                                                      | 2                         | 2                         | 2                        |
| 802.11 b/g واي فاي                         | لا                      | نعم                                                    | نعم                       | نعم                       | نعم                      |
| قارئ ذاكرة                                 | لا                      | نعم                                                    | نعم                       | نعم                       | نعم                      |
| يدعم الأقراص المدمجة الصوتية العالية الدقة | نعم                     | لا                                                     | نعم                       | نعم                       | نعم                      |
| رقم الموديل                                |                         | SCPH - 70000                                           | SCPH - 75001 - 75002 SCPH | SCPH 77001a - 77001b SCPH | SCPH - 90000             |
| أول توفر                                   | مارس 2000               | سبتمبر 2004                                            | نوفمبر 2005               | سبتمبر 2006               | مارس 2007                |

## وصلات خارجية
- موقع البلاي‌ستيشن الرسمي